# Долна-Баня
Долна-Баня (болг. Долна баня) — город в Болгарии. Находится в Софийской области, входит в общину Долна-Баня. Население составляет 4726 человек (2022).
Город расположен на правом берегу реки Марица, на расстоянии 72 км от Софии и 115 км от Пловдива.

## Политическая ситуация
Кмет (мэр) общины Долна-Баня — Владимир Николов Джамбазов (Граждане за европейское развитие Болгарии (ГЕРБ)) по результатам выборов.

## Известные уроженцы
- Лазаров, Кирил Георгиев – государственный и общественный деятель.